# Sebastes norvegicus
Sebastes norvegicus (Ascanius, 1772), spesso noto con il sinonimo Sebastes marinus, è un pesce osseo marino appartenente alla famiglia Sebastidae. È noto in italiano come scorfano atlantico.

## Descrizione
Questa specie ha corpo piuttosto alto e compresso ai lati. Gli occhi sono grandi. Sono presenti spine sia sul preopercolo che sull'opercolo mentre la nuca e la parte superiore della testa ne sono prive. Sono assenti le escrescenze carnose su testa e mandibola tipiche degli Scorpaenidae.
Le spine preopercolari sono 5 di cui le due superiori rivolte indietro mentre le restanti sono dirette in basso. Il colore è arancio o rosso più o meno con tonalità giallastre con una macchia nera sull'opercolo.
La taglia massima raggiunge il metro, di media però misura sui 45 cm. Il peso massimo noto è di 15 kg.

## Distribuzione e habitat
Endemico dell'Oceano Atlantico settentrionale. Lungo le coste europee vive nel mare del Nord settentrionale, nel Kattegat e fino alle isole Spitzbergen, quindi lungo la costa nord dell'Eurasia fino alla Novaja Zemlja È presente anche in Islanda e Groenlandia. Lungo le coste americane scende a sud fino al New Jersey. È raro nel mar Bianco. Fa vita bentonica ad alte profondità, fino a 1000 metri ma normalmente fra 100 e 500. I giovanili si trovano in acque basse, in baie e fiordi.

## Biologia
Vive fino a 60 anni. È un animale gregario in ogni stadio vitale.

### Alimentazione
La dieta varia secondo le stagioni. In estate si ciba prevalentemente di crostacei eufausiacei, in autunno-inverno di aringhe mentre nei mesi primaverili caccia aringhe, capelin, eufausiacei e ctenofori.

### Riproduzione
Si tratta di una specie ovovivipara. La maturazione delle gonadi non avviene contemporaneamente nei due sessi ma alcuni mesi prima nel maschio. La copula avviene nella tarda estate quindi la femmina trattiene lo sperma negli ovari fino alla maturazione degli oociti quando avviene la fecondazione. In inverno avviene la nascita delle larve, fino a 350.000 per ogni femmina, che misurano circa 8 mm e fanno inizialmente vita pelagiche.

## Pesca
Specie molto importante per la pesca commerciale nordica. Viene pescata soprattutto dalle marinerie dell'Europa settentrionale e solo secondariamente da quelle nordamericane. La maggior parte delle catture avviene da parte dei pescherecci delle isole Fær Øer e francesi. Viene consumato fresco o congelato e commercializzato quasi sempre già sfilettato.